# Реальность фантастики
«Реальность фантастики» — ежемесячный украинский русскоязычный литературный журнал о фантастике. Издавался в период с 2003 по 2009 год в Киеве, в 2010—2011 годах выпускался в электронном виде в Волгограде. С конца 2011 года закрыт.

## История
Задумывался как ежемесячный толстый литературный журнал о фантастике. Учредителями журнала были Михаил Литвинюк и Юрий Зонюк, главным редактором — Ираклий Вахтангашвили. В редколлегию входили Генри Лайон Олди, Владимир Ларионов, Мария Галина, Эллен Дэтлоу, Атанас Славов, Григорий Панченко. Консультантами редакционного совета были Марина и Сергей Дяченко. Редакторы — Татьяна Кохановская, Сергей Митяев, Борис Сидюк, Владимир Пузий, Наталья Градовая; позднее редакция включала в себя Татьяну Кохановскую, Бориса Сидюка, Марину Комиссаренко, Сергея Пальцуна.
Первый номер вышел в августе 2003 года, это было издание книжного формата (А5) в мягкой лакированной обложке объёмом более 200 страниц. В 2004 году на международном европейском конвенте фантастов «Еврокон» журнал получил премию «Лучший фантастический журнал Европы 2004 года».
Журнал «Реальность фантастики» предполагалось выпускать как ежемесячник, но выдерживать такую периодичность редакции удавалось не всегда. В частности, ряд номеров оказались сдвоены, а в 2008 году из-за организационных перестановок вышло лишь пять номеров, и два из них сдвоенные — из-за чего в библиографии издания их значится семь.
В 2008 году журнал сменил владельца и издателя. В конце апреля было официально объявлено о слиянии издательского дома «Мой компьютер» (и его изданий) с холдингом «Софт-Пресс». 5 мая 2008 редакция переехала в новое помещение (помещение «Софт-Пресса»), и были изменены номера редакционного телефона и почтового адреса. Очередной (и при этом сдвоенный) номер «Реальности фантастики» вышел только через несколько месяцев — в августе. Сайт «Реальности фантастики» перестал обновляться уже в феврале 2007 года.
В 2009 году в условиях экономического кризиса издательство объявило о закрытии журнала. Нераспроданный тираж журнала был физически уничтожен, чтобы освободить место на складах. Главный редактор Вахтангашвили обратился за помощью к читателям и сумел найти энтузиастов в Волгограде, которые помогли возобновить работу над журналом. С 2010 по 2011 годы журнал продолжал выходить в электронном виде, но с 2012-го был закрыт окончательно.

## Содержание
«Реальность фантастики» сравнивали по концепции с российским журналом «Если». Журнал печатал произведения как опытных, так и начинающих писателей-фантастов, в основном на русском языке, хотя встречались отдельные рассказы и на украинском. Рассказы занимали две трети журнала, оставшуюся треть — литературная критика, публицистика, новости, биографии и библиографии. Нелитературные темы журнал почти не освещал, но в нём появлялись и заметки о кинофантастике.
В «Реальности фантастики» публиковалась и качественная «массовая» фантастика, и так называемый «неформат». Тексты, публикуемые в журнале, относились к самым разным направлениям фантастики. Журнал открыто заявлял о своей либеральной морально-этической концепции. Редакция не принимала произведения, в которых пропагандируется насилие, межнациональная и расовая вражда. Не допускалось оправдание фашизма, апартеида, ксенофобии, террора, тоталитарных систем и имперских амбиций, даже под предлогом заботы о «здоровом обществе» и «сильном государстве». Приветствовались хорошее литературное исполнение, оригинальные идеи, добротный сюжет, раскрытие общечеловеческих ценностей, таких как сам человек, его стремление к познанию окружающего мира (в том числе познанию себя и человеческого общества).
На страницах «Реальности фантастики» дебютировали Карина Шаинян, Юлия Зонис, Иван Наумов, Владимир Данихнов, Владимир Аренев, Илья Новак — представители «шестой волны», начавшей публиковаться в начале XXI века. Журнал печатал лидеров «Рваной грелки» — старейшего и самого знаменитого конкурса фантастики в Интернете. В журнале публиковались и мэтры фантастики: Геннадий Прашкевич, Олег Дивов, Марина и Сергей Дяченко, Генри Лайон Олди, Олег Овчинников, Святослав Логинов.
Критика и публицистика в «Реальности фантастики» имели часто просветительскую направленность. На страницах журнала размещались рецензии, регулярный кинообзор, а также циклы статей: цикл об истории русской фантастики, написанный Геннадием Прашкевичем, цикл Михаила Назаренко об истории англоязычной фэнтези, оружиеведческие статьи Григория Панченко, статьи о фантастической биологии. Большой популярностью пользовалась статья «Десять искушений юного публиканта» Дмитрия Громова и Олега Ладыженского. «Реальность фантастики» печатала и статьи резкие, проблемные, вызывающие бурный отклик в фэндоме: например, «Четвёртый рейх» Андрея Валентинова, в котором тот полемизирует с «национал-социалистскими» тенденциями в русской фантастике.
Переводная фантастика на страницах журнала появлялась в небольшом количестве: по одному рассказу в номер, при этом — от новейших лауреатов престижных западных премий.

## Отзывы о журнале
В публикации Б. Невского в журнале «Мир фантастики» отмечалось (уже после закрытия «Реальности фантастики»):
Журнал довольно быстро вышел на высокий профессиональный уровень… Аналогов „Реальности фантастики“ на Украине не было — это, бесспорно, лучшее периодическое издание о фантастике, которое выпускалось в братской стране.